# Myosorex
Myosorex är ett släkte i familjen näbbmöss med cirka 15 arter som förekommer i Afrika.

## Beskrivning
Den mjuka pälsen var en färg som varierar mellan gulbrun, grå och svart. Med en kroppslängd mellan 60 och 110 mm (utan svans) och en vikt upp till 23 gram är arterna jämförelsevis små näbbmöss.
Utbredningsområdet ligger söder om Sahara och sträcker sig från Kamerun och Uganda till Sydafrika. De vistas främst i skogar och buskmarker. I bergstrakter förekommer de upp till 3 300 meter över havet.
Individerna kan vara aktiva på dagen och på natten. De lever utanför parningstiden vanligen ensamma och bygger bon som polstras med gräs. Dessa näbbmöss livnär sig främst på insekter men äter även små däggdjur och fåglar. I början av parningsleken är individerna aggressiva mot varandra men de vänjer sig efter några timmar. Honor kan para sig två eller några fler gånger per år och per kull föds två till fem ungar. Ungarna föds blinda och efter maximal 18 dagar öppnar de sina ögon. Efter cirka 24 dagar slutar honan med digivning.
På grund av skogsavverkningar och andra förstörelser av levnadsområdet är flera arter hotade i beståndet. IUCN listar M. eisentrauti som akut hotad (critically endangered) och ytterligare 5 arter som starkt hotade (endangered).

## Systematik
Släktena Congosorex och Surdisorex som tidigare räknades som undersläkten till Myosorex betraktas idag som självständiga släkten. Släktet Myosorex utgörs enligt Wilson & Reeder (2005) av 14 arter:
- Myosorex babaulti är bara känd från några fynd som gjordes vid Kivusjön.
- Myosorex blarina lever endast i bergskedjan Ruwenzori.
- Myosorex cafer förekommer från Zimbabwe och Moçambique till Sydafrika.
- Myosorex eisentrauti är endemisk för ön Bioko.
- Myosorex geata finns i sydvästra Tanzania.
- Myosorex kihaulei beskrevs först år 2000 som självständig art, den lever i södra Tanzania.
- Myosorex longicaudatus förekommer endast i ett litet område nära staden Knysna i östra Sydafrika.
- Myosorex okuensis lever i en mindre region i Kamerun.
- Myosorex rumpii är bara känt från en enda individ som hittades i Kamerun.
- Myosorex schalleri är likaså känt från en enda individ, arten hittades i Kongo-Kinshasa.
- Myosorex sclateri finns i den sydafrikanska provinsen KwaZulu-Natal.
- Myosorex tenuis förekommer i norra Sydafrika, populationens artstatus är omstridd.
- Myosorex varius lever i större delar av Sydafrika.
- Myosorex zinki är endemisk för regionen kring Kilimanjaro.